# Toshiro Mayuzumi
Toshiro Mayuzumi (Japans: 黛敏郎, Mayuzumi Toshirō) (Yokohama, 20 februari 1929 – Kawasaki, 10 april 1997) was een Japans componist.

## Levensloop
Zijn studie deed hij van 1945 t/m 1951 aan de Tokyo National University of Fine Arts and Music bij Tomojiro Ikenouchi (1906-1991) en Akira Ifukube (1914-2006). Als student benoemde hij zichzelf als experimenteel en avontuurzoekende componist. Soms componeerde hij in de traditionele stijl van de late romanticus, soms experimenteerde hij met Jazz-ritmes en een andere keer met de implementatie van Indische en Balinese muziek. Met het werk Sphenogrammes in dit idioom verkreeg hij internationale reputatie toen zijn werk op het ISCM Festival 1951 uitgevoerd werd.
In hetzelfde jaar (1951) ging hij na Parijs en voltooide zijn studies aan het Conservatoire national supérieur de musique in Parijs bij Tony Aubin. Verder maakte hij zich in Parijs vertrouwd met de nieuwe muzikale ontwikkelingen in de werken van Olivier Messiaen en Pierre Boulez alsook met de Musique Concrète. In 1953 kwam hij na Tokio terug en stichtte samen met Ikuma Dan en Yasushi Akutagawa het San'nin no Kai (Groep van de drie).
Hij heeft voortdurend geëxperimenteerd met nieuwe ideeën en technieken in zijn eigen composities. Zijn X, Y, Z was 1955 heet eerste Japanse werk in de zin van de musique concréte en zijn Shusaku I eveneens vanuit 1955 de eerste synthetische elektronische muziek.
Hij werkte verder met geprepareerde piano's, twaalftoonstechniek (dodecafonie), seriële en aleatorische methodes. Ook met nieuwe, in bestemde media meestal ongewonde instrumenten zoals clavioline, elektrische gitaar en andere instrumenten alsook met de instrumentale samenzettingen heeft hij geëxperimenteerd.
In 1958 betrad hij met Nehan kokyokyoku - "Nirvana Symphony" een muzikaal nieuw terrein. Bezeten van de klank van de boeddhistische tempelklokken analyseerde hij de sonore tonen akoestisch en probeerde een zo mogelijk reproductie in verband met de toonkwaliteit, het volume en het gebruik van indrukken van de ruimte in zijn composities. Het resultaat was de onderscheiding met de Otaka prijz in het jaarlijkse compositieconcours in 1959.
Hij was onder andere ook in de elektronische studio van de Japanse omroep bezig. De verspreiding van de nieuwe muziek met de groep Ars Nova Japonica was voor hem heel belangrijk.

## Composities

### Werken voor orkest
- 1950 Symphonic Mood
  1. Moderato
  2. Vivo
- 1951 Sphenogrammes
- 1953 Bacchanale - Kyoen
- 1954 Ektoplasm
- 1955 X, Y, Z
- 1956 Pieces for Prepared Piano and Strings
  1. Prologue
  2. Interlude
  3. Finale
- 1958 Nehan kokyokyoku - "Nirvana Symphony", boeddhistische cantate voor zes solisten, mannenkoor en groot orkest
  1. Campanology I
  2. Suramgamah
  3. Campanology II
  4. Mahaprajnaparamita
  5. Campanology III
  6. Finale
- 1959-1960 Mandala Symphony
  1. Mandala Vajra-dhatu (The Diamond World)
  2. Mandala Garbha-dhatu (The Matrix World)
- Concertino for Xylophone and Orchestra
- 1962 Samsara, symfonisch gedicht
- 1963 Essay, voor strijkorkest
- 1964 Birth of Music
- 1964 Olympic Campanology
- 1965 Concertino, voor xylofoon en orkest[1][2][3]
  1. Allegro
  2. Adagio
  3. Allegro vivace
- 1971 Symphonic Poem "Tateyama"
- 1984 The Kabuki, suite uit het ballet voor orkest, Joruri (sprekend) Shamisen, Sangen en Shakuhachi
- 1989 Perpetuum Mobile
- 1991 The World Prayers voor orkest en geluidsband
- 1992 Rhapsody for the 21st Century
- Geka (Pratidesana) boeddhistische cantate

### Werken voor harmonieorkest
- 1953 Sports March
- 1955 Tonepleromas 55
- 1961 Music with Sculpture
- 1962 Texture, voor harmonieorkest
- 1963 Fireworks
- 1964 The Ritual Overture, voor harmonieorkest
- 1965 Concerto, voor slagwerk en harmonieorkest
- 1966 Theme en Noah's Ark - Procession of the Animals, uit de film "The Bible" (gearrangeerd voor harmonieorkest door Ken Whitcomb)
- 1981 March "REIMEI" (Morgenrood)
- 1981 March "SOKOKU" (Moederland)
- Concerto, voor trampoline en harmonieorkest

### Koormuziek
- Sange voor mannenkoor

### Muziektheater

#### Opera's
| Voltooid in | titel                              | aktes   | première                                    | libretto                                                                 |
| ----------- | ---------------------------------- | ------- | ------------------------------------------- | ------------------------------------------------------------------------ |
| 1976        | Kinkakuji (De brand van de tempel) | 3 aktes | 23 juni 1976, Berlijn, Deutsche Oper Berlin | van de componist en Claus H. Henneberg naar Yukio Mishima                |
| 1996        | Kojiki (Dagen van de goden)        | 4 aktes | 24 mei 1996, Linz, Staatstheater            | van de componist, vertaling: Yuki Nakajima, bewerkt door: G. Fussenegger |

#### Balletten
| Voltooid in | titel                      | aktes   | première | libretto | choreografie |
| ----------- | -------------------------- | ------- | -------- | -------- | ------------ |
| 1962        | Bugaku (Court Dance Music) | 2 aktes |          |          |              |
| 1986        | The Kabuki                 |         |          |          |              |

### Kamermuziek
- 1946 Viool Sonate
- 1961 Metamusic for Piano, Violin, Saxophone and Conductor
- 1964 Prelude for String Quartet
- 1989 Rokudan for harp
- Bunraku für Violoncello Solo
- Divertimento for ten instruments

### Werken voor piano
- 1954 Music for Sine Wave by Proportion of Prime Number
- 1954 Music for Modulated Wave by Proportion of Prime Number
- 1954 Invention for Square Wave and Saw-tooth Wave
- 1956 Variations on numerical principle of 7
- 1966 Campanology by multipiano
- Hors d'oeuvre for piano
- Dance of Golden Branch from "Kaguyahime"

### Elektronische muziek
- 1955 Shusaku I
- 1969 MANDARA with source of Voice and Electric sound
- Akasen-chitai "Red District" filmmuziek

### Filmmuziek
- 1951 Waga ya wa tanoshi
- 1951 Karumen kokyo ni kaeru
- 1951 Aa seishun
- 1952 Nami
- 1952 Ashi ni sawatta onna
- 1952 Karumen junjo su
- 1952 Ano te kono te
- 1953 Yassamossa
- 1953 Himawari musume
- 1953 Pu-san
- 1953 Aoiro kakumei
- 1953 Seishun Zenigata Heiji
- 1953 Kofuku-san
- 1953 Aijin
- 1954 Wakaki hi no takuboku: Kumo wa tensai de aru
- 1954 Kino to ashita no aida
- 1954 Josei ni kansuru junisho
- 1954 Uwasa no onna
- 1954 Haha no hatsukoi
- 1954 Aku no tanoshisa
- 1954 Shiosai
- 1954 Niwatori wa futatabi naku
- 1955 Ai no onimotsu
- 1955 Seishun kaidan
- 1955 Ashita kuru Hito
- 1956 Seido no Kirisuto
- 1956 Masako - Onna no issho
- 1956 Straße der Schande - Akasen chitai
- 1956 Karakorumu
- 1956 Ani to sono musume
- 1957 Kao
- 1957 Bakumatsu taiyôden
- 1957 Yûwaku
- 1957 Bitoku no yoromeki
- 1957 Kichigai buraku
- 1958 Tempel zur Goldenen Halle
- 1958 Onna de aru koto
- 1958 Nusumareta yokujô
- 1959 Christus in Bronze - Seido no Kirisuto
- 1959 Guten Morgen - Ohayo
- 1959 Mädchen der Ginza - Onna ga kaidau o agarutoki
- 1959 Strategie eines Mörders - Yaju shisubeshi
- 1960 Schweine, Geishas und Matrosen
- 1960 Mystery of the Himalayas
- 1961 Herbst der Familie Kohayagawa - Kohayagawa-ke no aki
- 1963 Bushido - Sie lieben und sie töten
- 1963-1964 Verbotene Leidenschaft - Akai satsui
- 1964 Insektenweib - Nippon konchuki
- 1964 Liebe des Mädchens Kiyono - Shuen
- 1964 Tokyo Olympic 1964
- 1965 The Bible: In the Beginning
- 1966 Spiegelbild im goldenen Auge
- 1966 Jinruigaku nyumon
- 1968 Mr. Kugelblitz schlägt zu
- 1969 Brief an den Kreml
- 1970 Brandung - Shiosai
- 1993 Tanz am Abgrund
- 1995 The Convent

### Traditionele Japanse muziek
- 1958 A hun for three no instruments
- 1970 Showa Tenpyo-raku